# إدواردو خوسيه دينيز كوستا
إدواردو خوسيه دينيز كوستا (بالبرتغالية: Eduardo José Diniz Costa‏) (18 أبريل 1989 في البرازيل – )؛ هو لاعب كرة قدم كان يلعب كمدافع.

## وصلات خارجية
- إدواردو خوسيه دينيز كوستا على موقع رابطة كرة القدم اليابانية للمحترفين (اليابانية)
- إدواردو خوسيه دينيز كوستا على موقع قاعدة بيانات كرة القدم.إي يو (الإنجليزية)
- إدواردو خوسيه دينيز كوستا على موقع Soccerway.com (الإنجليزية)
- إدواردو خوسيه دينيز كوستا على موقع عالم كرة القدم.نت (الإنجليزية)